# سیراکوز شمالی (نیویورک)
سیراکوز شمالی (به انگلیسی: North Syracuse) یک منطقهٔ مسکونی در ایالات متحده آمریکا است که در شهرستان اونانداگا، نیویورک واقع شده‌است. سیراکوز شمالی ۵٫۱۵ کیلومتر مربع مساحت و ۶٬۷۳۹ نفر جمعیت دارد و ۱۲۸ متر بالاتر از سطح دریا واقع شده‌است.